# Aikinit
Aikinit (Chapman, 1843), chemický vzorec PbCuBiS3 je kosočtverečný minerál. 

Nazván podle svého objevitele a dlouholetého tajemníka Geological Society of London, anglického chemika a mineraloga Arthura Aikina (1773 – 1854).

## Původ
- hydrotermální – vyskytuje se vzácně na hydrotermálních žilách.

## Morfologie
Krystaly prizmatické až jehlicovité, protažené podle osy c do velikosti až 1 m, rýhované rovnoběžně s [001]. Na krystalech byly zjištěny tvary b {010}, i {130}, f {120}, m {110} a e {210}. Také celistvý, zřídka hvězdicovité agregáty.

## Vlastnosti
- Fyzikální vlastnosti: Tvrdost 2 – 2,5, hustota 7,07 g/cm³, štěpnost nedokonalá podle {010}, lom nerovný.
- Optické vlastnosti: Barva: tmavě olověně šedá, špinavě hnědá, měděně červená. Na vzduchu měděně nebo žlutě nabíhá, přičemž na něm vykvétají proužky malachitu. Lesk kovový, průhlednost: neprůhledný, vryp šedočerný.
- Chemické vlastnosti: Složení: Pb 35,98 %, Cu 11,03 %, Bi 36,29 %, S 16,70 %. Snadno taje, kypí a černá, v HNO3 se rozpouští za vylučování PbSO4 a S.

## Polymorfismus a řady
- tvoří řadu aikinit – bismutin

## Parageneze
- zlato, pyrit, galenit, tennantit, bismutin, enargit, chalkopyrit, křemen

## Získávání
Společně s těžbou dalších minerálů.

## Využití
Zdroj bismutu.

## Naleziště
Málo rozšířený minerál.
- Česko – je znám z Horní Krupky ze štoly Barbora spolu s krupkaitem a bismutinem jako bílý nebo šedý minerál
- Slovensko – z Dobšiné v izometrických zrnech 0,5 - 1 cm velkých na lokalitě Hirschkohlung
- Rusko – Berezovsk na Urale – až 14 cm velké, typicky jehlicovité a vláknité agregáty na křemeni
- a další.